# Pontiac Grand Prix
Pontiac Grand Prix es un modelo de automóvil deportivo producido por el fabricante Pontiac (división de General Motors) entre 1962 y 2008.  

## Primera generación (1962-1968)
El Pontiac Grand Prix fue el digno sucesor del Pontiac Ventura. Su aspecto era muy similar al Pontiac Catalina coupé, con un mínimo de adornos cromados en el exterior, un interior más deportivo con asientos de butaca y una consola central.

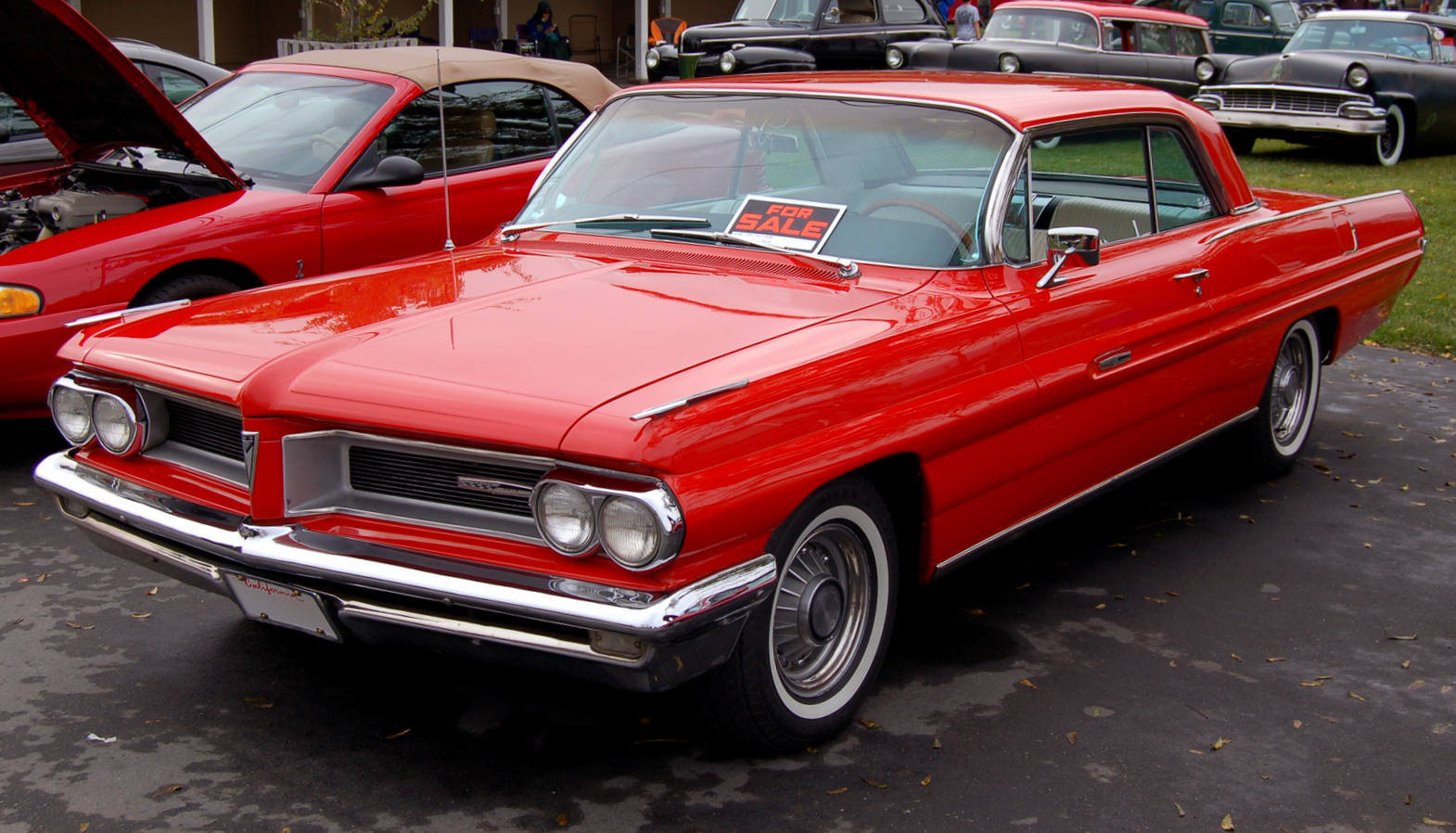
1962 Pontiac Grand Prix

## Segunda generación  (1969-1972)

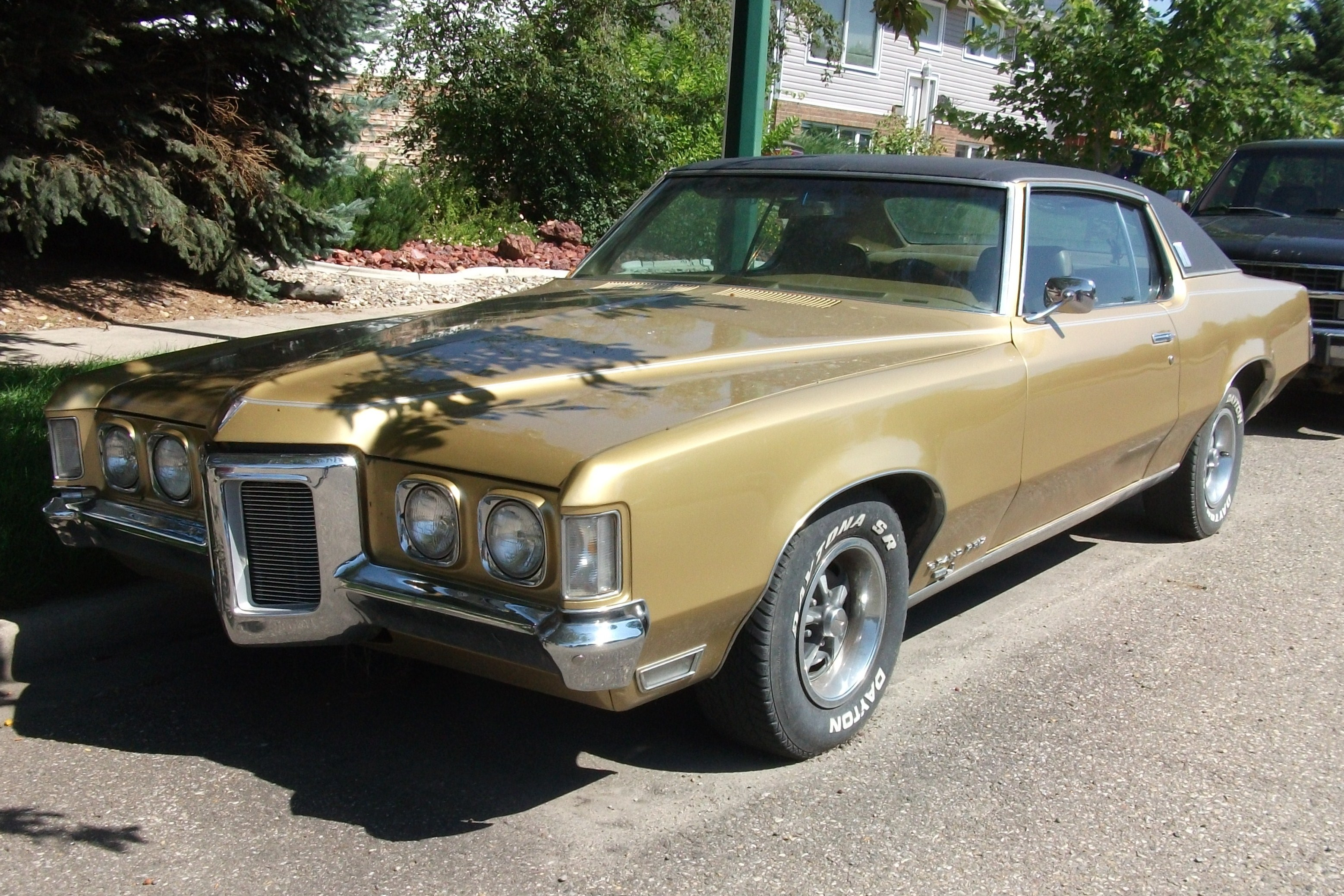
Grand Prix segunda generación

Para 1969, John Z. DeLorean, gerente general de Pontiac en ese tiempo, ordenó el desarrollo de un Grand Prix basado en una versión ligeramente ampliada de la plataforma intermedia de GM G-body. La plataforma anterior se basaba en 121 pulgadas (3.100 mm) de distancia entre ejes del Catalina, pero en 1969 se redujo a 118 pulgadas (3.000 mm). 

## Tercera generación  (1973-1977)
Todos los A-body, incluyendo el Grand Prix, se habían rediseñado para el año 1973. El automóvil de esta generación era más grande y más pesado, debido en parte al mandato federal de 5 mph (8 km/h). A pesar de que los grandes motores V8 estaban todavía disponibles, el rendimiento tuvo un declive debido a otra norma federal, un nuevo sistema de control de emisiones. La característica de diseño más destacada de esta generación fue la aparición de la ventana de la ópera fija en sustitución del anterior vidrio, desapareciendo la parte posterior. 

## Cuarta generación  (1978-1987)
En 1978, hubo una reducción del Grand Prix y otros modelos de GM. Esta versión de la plataforma A-body también recibió algunas revisiones de chapa en el año 1981. El Grand Prix de 1978 fue aproximadamente un pie más corto y 600 libras más ligero que el modelo 1977, con una longitud total de 200 pulgadas (5.100 mm) y una distancia entre ejes de 108 pulgadas (2.700 mm).

## Quinta generación (1988-1996)

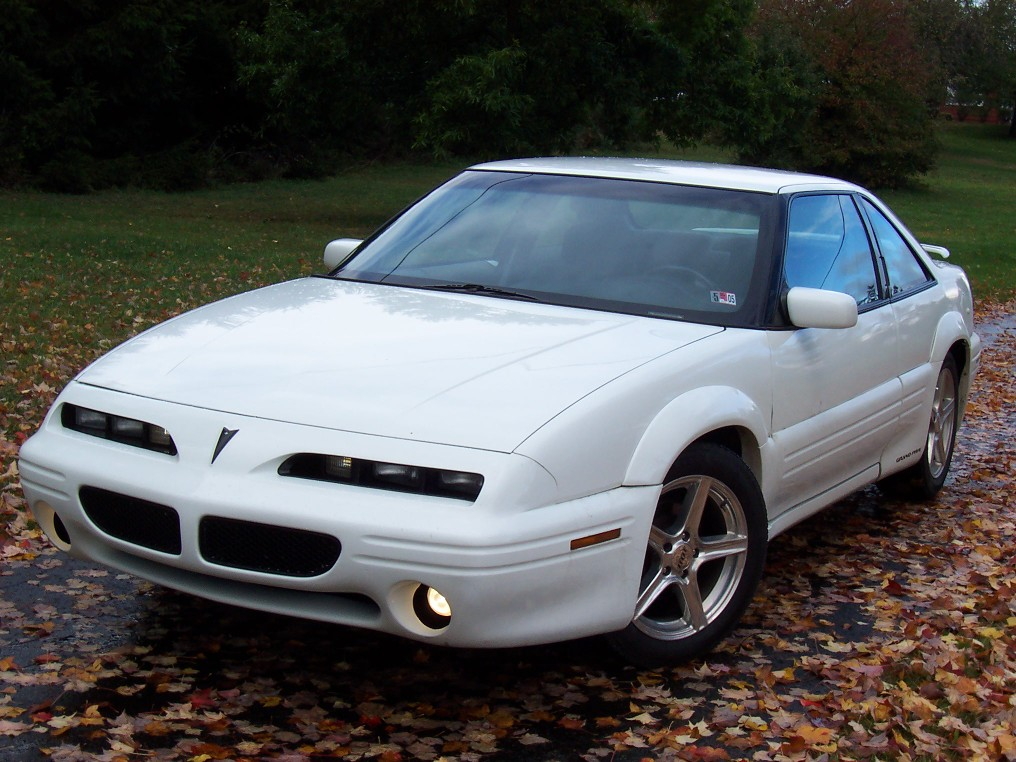
Grand Prix quinta generación

El primer Grand Prix que usó la plataforma de GM y tuvo tracción delantera con un motor de 6 cilindros en V fue construido el 12 de enero de 1988. Esta generación del Grand Prix fue fabricada en Kansas City, Estados Unidos. El Gran Prix fue presentado como base, LE y SE coupé. El modelo de 1988 se fabricó con un motor V6 2.8L que lograba una potencia de 130 hp (97 kW) y 170 lb·ft (230 N·m) de torque.   La versión más alta estaba equipada con una transmisión automática de 5 velocidades y la palanca de cambios al piso; lo cual le daba una apariencia extra deportiva. Esta versión venia con llantas de aluminio de 16 pulgadas,  estribos, quemacocos eléctrico de 2 posiciones, aleta aerodinámica, faros de niebla, en el interior estaba equipado con asientos de piel eléctricos con control lumbar y varias posiciones, cruise control y computadora de viaje, vidrios, espejos y seguros eléctricos, el maletero tenía control remoto localizado en la guantera,  también estaba equipado con sistema de sonido  AM - FM, cassette player, ecualizador gráfico, sistema de 6 bocinas, amplificador opcional para mayor performance y control de audio al volante.

## Sexta generación  (1997-2003)
En 1997, los autos que usaron la plataforma W-body recibieron un importante rediseño. El primer Grand Prix de 1997 fue construido el 12 de agosto de 1996. Promovido por su aspecto "ancho de vía", la segunda generación del W Grand Prix se vendió bien. Había dos niveles de acabado disponibles en 1997, SE y GT (disponible en coupé y sedán, estilos GT). El Grand Prix fue un sedán y sus versiones eran base de SE o un coupé deportivo GT y sedán, así como un paquete de alto rendimiento disponible para los modelos GT y GTP. Los coupé y sedán compartían un estilo similar, a excepción de las puertas traseras y paneles laterales.

## Séptima generación  (2004-2008)
El Grand Prix se ha actualizado para el año 2004 en una versión revisada de la plataforma de GM W. El Grand Prix llegó en cuatro grupos de opciones diferentes, GT1, GT2, GTP, GTP Comp-G y GXP (la versión deportiva con el motor V8 5.3L) ("Grupo de la Competencia"). El Grand Prix de esta generación fue diseñado por John Manoogian.

## Motores
Los dos primeros años del Grand Prix 1995 y 1996, fueron relativamente conservadores. El GTP '95 y '96 tenían el mismo motor de 3.4 litros como el Grand Prix GT que producía 210 caballos de fuerza a 5.000 rpm y 215 libras-pie (29,72 kilogramo-metro) de torque a 4.000 rpm. En 1997, Pontiac comenzó a usar un motor V6 de 3.8 litros para el GT y GTP, pero el GTP había recibido un bono adicional: un compresor. De 1997 a 2003, el Grand Prix GTP producía 240 caballos de fuerza a 5.200 rpm y 280 libras-pie (38,7 kilogramo-metro) de torque a 3.200 a 3.600 rpm. En 2004 y 2005, el último año del GTP, este producía 260 caballos de fuerza a 5.200 rpm y 280 libras-pie (38,71 kilogramo-metro) de torque a 3.600 rpm.